# Бјала Равска
Бјала Равска (пољ. Biała Rawska) град у лођском војводству (равски повјат).
.

## Општи подаци
- Површина: 10,0 km²
- Број становника: 3 317 (31.12. 2003)
- Географски положај: 51°48' N 20°29' E
- Поштански код: 96-230
- Телефонски код: 0-46

## Историја
Први писани податак о постојању Бјале Равске потиче из 24. августа 1295. године.
Статус града Бјала Равска је добила 1498. године. Године 1847. направљен је грб града.
Немци су 1941. године у граду направили логор за јевреје у коме је било око 6 хиљада људи. За време окупације у граду је погинуло око 1,8 хиљада људи што представља преко 50%.

## Индустрија
У граду се налази прехрамбена и електротехнична индустрија.

## Демографија
| 2012. |
| ----- |
| 3.272 |

## Атракције
- зидани дворац из прве половине XIX века
- црква светог Војћеха

## Саобраћај
Кроз град прелази Централна железничка магистрала Грођиск Мазовјецки - Завјерће и регионални пут број 725 Рава Мазовјецка - Гројец.

## Галерија фотографија
- Црква светог Војћеха
- Црква светог Војћеха